# 브라더 조너선

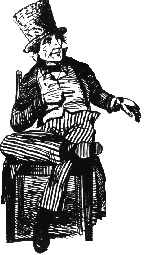
줄무늬 바지와, 어두운 코트, 그리고 링컨 스타일의 긴원통 모자를 쓰고 있는 브라더 조너선, 토머스 네스트 그림.

브라더 조너선(Brother Jonathan)은 국가를 의인화한 인물로 뉴잉글랜드의 상징이다. 그는 또한 자본주의와 대망을 가진 자본주의의 상징이기도 하다. 미합중국이 대영제국으로부터 독립하고, 1812년 전쟁 이후에는 엉클 샘이 그의 자리를 대신하였다.

## 개요
전설에 의하면 브라더 조너선은 미국 독립 전쟁 중에 사용되게 되었다. 브라더 조너선 곧 가상적 캐릭터가 되어, 미합중국 초기의 좋은 성품을 가진 뉴잉글랜드의 모든 것을 가리키는 패러디로 발전했다. 그는 주간지 《브라더 조너선》에 의해 인기를 끌었고, 《양키 노션즈》와 같은 유머 잡지에서 인기를 끌었다. 조지 워싱턴 장군이 말했다는 “우린 브라더 조너선에게 알아봐야겠어”라는 말이 이 당시에 대영제국으로부터 독립을 위한 기여를 했던 북부 식민지들을 기리기 위해 뉴잉글랜드에서 공식적으로 예일대학교에서 사용되었다.
뉴잉글랜드 외부에서 시사 카툰과 애국심 고취를 위한 포스터에서, 브라더 조너선은 보통 장황한 줄무늬 바지와 어두운 코트를 입고, 긴원통 모자를 쓴 뉴잉글랜드 사람으로 그려졌다. 그는 브라더 조너선과 동일한 유명한 소품을 걸치고, 미국 대중의 마음 속에 뉴잉글랜드의 대표로 앞에 나서서 유명 언론의 브라더 조너선의 잘 알고 있는 암살당하기 직전의 에이브러햄 링컨과 많이 닮아 있었다.
뉴잉글랜드 내부에서, 브라더 조너선은 항구적인 양키 국가를 정복한 것을 자랑하는 진취적이고, 추진력이 강한 사업가로 그려졌다.
브라더 조너선의 유산인 뛰어난 존 불은 오늘 날까지 확산되고, 알려져 있다. 남북 전쟁 동안, 대중의 사랑을 받았던 에이브러햄 링컨의 대통령 스타일에 브라더 조너선의 많은 뚜렷한 특징들이 반영되었다. 1865년 이후, 미국 대륙 정부의 보편적인 의인화 상징으로 브라더 조너선의 복장은 엉클 샘에 의해 모방되었다.

## 같이 보기
- 존 불
- 마리안
- 엉클 샘
- 양키